# Fjallabyggð
Fjallabyggð (kiejtése: ˈfjatlaˌpɪɣθ) önkormányzat Izland Északkeleti régiójában, amely 2006-ban jött létre Ólafsfjörður és Siglufjörður egyesülésével. A két önkormányzatot összekötő Héðinsfjarðargöng alagút 2010-ben nyílt meg.

## Fordítás
- Ez a szócikk részben vagy egészben  a   Fjallabyggð című izlandi Wikipédia-szócikk ezen változatának fordításán alapul.  Az eredeti cikk szerkesztőit annak laptörténete sorolja fel. Ez a jelzés csupán a megfogalmazás eredetét és a szerzői jogokat jelzi, nem szolgál a cikkben szereplő információk forrásmegjelöléseként.